# Halothamnus turcomanicus
Halothamnus turcomanicus är en amarantväxtart som beskrevs av Viktor Petrovitj Botjantsev. Halothamnus turcomanicus ingår i släktet Halothamnus och familjen amarantväxter. Inga underarter finns listade i Catalogue of Life.